# Dominique (Anouk)
Dominique is een nummer van de Nederlandse zangeres Anouk uit 2015. Het verscheen als nieuw nummer op haar verzamelalbum Greatest Hits.
In tegenstelling tot andere nummers van Anouk, is "Dominique" een Nederlandstalig nummer. Anouk liet het voor het eerst live horen in de Bijlmerbajes. Het nummer is geschreven als liefdesverklaring aan haar vriend.
"Dominique" haalde de 16e positie in de Nederlandse Top 40, en de 29e in de Vlaamse Ultratop 50.